# Muhammad Habibur Rahman
Muhammad Habibur Rahman, né le 3 décembre 1928 à Murshidabad, dans la présidence du Bengale, aux Indes Britanniques et décédé le 11 janvier 2014 à Dacca, au Bangladesh était juge en chef de la Cour Suprême du Bangladesh en 1995. Il a été conseiller en chef du gouvernement intérimaire de 1996 qui a supervisé les Élections législatives bangladaises de 2001 (en). Militant de la langue et défenseur de la langue bengali, il a beaucoup écrit et publié huit livres sur le sujet,,. Il a joué un rôle important dans la mise en œuvre du bengali devant la Cour suprême du Bangladesh,. Il a écrit Jathashabdo (1974), le premier thésaurus en langue bengali.
Rahman a reçu le prix littéraire de l'Académie Bangla en 1984 et l'Ekushey Padak en 2007 du gouvernement du Bangladesh. Il a été membre de l'Académie Bangla de la Société asiatique du Bangladesh et du Worcester College d'Oxford.

## Éducation
Rahman a fait ses études à Kolkata, Dhaka, Oxford et Londres. Il a étudié à l'Université de Dhaka et a milité au sein du Mouvement de la langue bengali.

## Carrière
Rahman a commencé sa carrière comme professeur d'histoire à l'université de Dhaka en 1952. Plus tard, il a rejoint l'université de Rajshahi où il a ensuite occupé le poste de doyen de la faculté de droit (1961) et de lecteur en histoire (1962-64). Il a changé de profession en 1964 lorsqu'il est devenu avocat et s'est inscrit au barreau de la Haute Cour de Dacca. Au cours de sa carrière juridique, il a exercé les fonctions d'avocat général adjoint (1969), de vice-président de l'Association du barreau de la Haute Cour (1972) et de membre du conseil du barreau du Bangladesh (1972).

## Littérature
Rahman est l'auteur de soixante-dix livres en bengali sur le droit, la langue, la littérature, la poésie et la religion et de cinq livres en anglais, dont deux livres de vers. Loi de réquisition (1966). Rabindra Prabandhey Sanjna O Parthakya Bichar (1968), Jatha-sabda (1974), Matri-bhashar Sapakshey Rabindranath (1983), Qur'an-sutra (1984), Bachan O Prabachan (1985), Gangariddhi thekey Bangladesh (1985), Rabindra Rachanar Rabindra-byaksha (1986), Rabindra-kabyey Art, Sangeet O Sahitya (1986), Koran-shorif Sorol Banganubad, On Rights and Remedies, Amara ki Jabo-na Tader Kachhey Jara Shudhu Banglai Katha Baley (1996) sont quelques-unes de ses principales œuvres.
Il a notamment collaboré avec l'éditeur bangladais Faisal Arefin Dipan.

## Héritage
Rahman a apporté des contributions notables au Mouvement de la langue, fêté le 21 février, depuis qu'une manifestation sanglante eut lieu de jour en 1952 au Pakistan oriental de l'époque. Il a été la première personne à enfreindre l'article 144 (en) en tête du premier lot d'une procession et a été arrêté peu de temps après. Ce jour-là, la police et les forces parlementaires ont eu recours à des bombardements généralisés de gaz lacrymogènes, à des gourdins et finalement à des tirs. En conséquence, plusieurs étudiants ont été tués, des centaines ont été blessés et des milliers ont été arrêtés.

## Mort
Le 11 janvier 2014, à l'âge de 85 ans, Rahman est décédé à l'United Hospital, à Gulshan, à Dhaka.